# Mecynoecia delicatula
Mecynoecia delicatula är en mossdjursart som först beskrevs av Busk 1875.  Mecynoecia delicatula ingår i släktet Mecynoecia och familjen Entalophoridae. Inga underarter finns listade i Catalogue of Life.